# ČSD-Baureihe 456.0
Die Fahrzeuge der ČSD-Baureihe 456.0 waren vierfachgekuppelte Personenzug-Tenderlokomotiven der Tschechoslowakischen Staatsbahnen (ČSD).

## Geschichte
Für den Ausflugsverkehr der Hauptstadt Prag benötigten die ČSD in der zweiten Hälfte der 1920er Jahre neue, leistungsfähige Lokomotiven. Vor allem auf der Strecke von Prag nach Benešov u Prahy mit ihren 12-Promille-Rampen waren die bislang eingesetzten dreifachgekuppelten Lokomotiven der Reihe 365.0 mit den hohen Zuglasten überfordert. Zu jener Zeit bestanden die Personenzüge auf dieser Strecke aus bis zu 18 zweiachsigen Personenwagen.
Den Auftrag zum Bau neuer Tenderlokomotiven erhielt die Lokomotivfabrik Českomoravská-Kolben a.s. (ehem. Erste Böhmisch-Mährische Maschinenfabrik; ČMK) in Praha-Libeň. 1927 wurden die ersten beiden Lokomotiven mit den Fabriknummern 1100 und 1101 fertiggestellt. Weitere sechs baugleiche Lokomotiven wurden 1928 gebaut. Sie erhielten zunächst die Nummern 446.001 bis 446.008, erst nach der Anhebung der Höchstgeschwindigkeit erhielten sie 1931 die Reihenbezeichnung 456.0. Weitere 19 Lokomotiven – die sich in ihren Abmessungen geringfügig von der ersten Serie unterschieden – wurden in den Jahren 1929, 1931 und 1932 an die ČSD geliefert.
So wie vorgesehen waren die Lokomotiven zunächst in Prag beheimatet. Erst nach dem Zweiten Weltkrieg kamen die Lokomotiven zeitweise auch zu slowakischen und mährischen Depots. In den 1960er Jahren war ein Teil der Lokomotiven auch im nordböhmischen Děčín beheimatet, wo sie zusammen mit Prager Lokomotiven im Personenzugdienst auf der Strecke Praha–Děčín verwendet wurden. Ein wichtiges Einsatzgebiet der Lokomotiven war in dieser Zeit der grenzüberschreitende Verkehr nach Bad Schandau. Hier kamen sie vor allen Zuggattungen zum Einsatz.
1972 wurde mit der 456.025 die letzte Lokomotive ausgemustert. Von der ČSD-Baureihe 456.0 blieb kein Exemplar museal erhalten.

## Technische Merkmale
Die neue Lokomotive war eine Ableitung von der ČSD-Baureihe 455.1. Der Kessel hatte annähernd die gleichen Parameter, er hatte schon den Kleinrohrüberhitzer und gegenüber der Reihe 455.1 eine größere Feuerbüchse.
Vom Laufwerk her war die Lokomotive mit der Achsfolge 1’D 2’ ausgeführt. Sie war die erste Lokomotive mit dieser Achsfolge bei den ČSD überhaupt. Es war zu ihrer Bauzeit die schwerste Lokomotive der Staatsbahn. Die vordere Laufachse bildete mit der ersten angetriebenen Kuppelachse ein Krauss-Helmholtz-Lenkgestell. Die übrigen gekuppelten Achsen waren fest im Rahmen gelagert. Die zweite gekuppelte Achse hatte um 14 mm geschwächte Radreifen und war als Treibachse ausgebildet.
Aus Gewichtsgründen wurde das hintere Drehgestell nicht abgebremst. So hatte die Lokomotive bei alleiniger Fahrt nicht genügend Bremshundertstel, und bei bestimmten Bedingungen musste die Geschwindigkeit verringert werden.